# Louis Ulbach
Louis Ulbach (Troyes, 7 de marzo de 1822-París, 16 de abril de 1889) fue un periodista, novelista y dramaturgo francés.

## Biografía
Ulbach nació en Troyes, una ciudad situada en Aube, Francia. Victor Hugo lo alentó a tomar una carrera literaria. Se convirtió en un crítico dramático de la Temps, y atrajo la atención por una serie de cartas satíricas dirigidas a Le Figaro bajo la firma de «Ferragus», y publicadas por separado en 1868. Como Ferragus, llamó «pútrida» la novela Thérèse Raquin, en una larga diatriba. Editó la Revue de Paris hasta su supresión en 1858, y en 1868 fundó un periódico, La Cloche, que fue suprimido un año después por su hostilidad hacia el imperio.
Ulbach estuvo encarcelado durante seis meses, y cuando fue liberado estableció nuevamente el periódico, y entró en problemas tanto con la comuna como el gobierno, por lo que fue encarcelado otra vez en el período 1871-72. En 1878, se convirtió en el bibliotecario del arsenal, y murió en París el 16 de abril de 1889.

### Obras
Algunas de sus obras fueron:
- Voyage autour de mon clocher (1864)
- Nos contemporains (1869-1871)
- Aventures de trois grandes dames de la cour de Vienne (3 volúmenes, 1876)
- Les Buveurs de poisons: la fée verte (1879),
- La Vie de Victor Hugo (1886)